# Гарсија I Леонски
Гарсија I Леонски (о. 871 - 914) био је краљ Леона од 910. године па све до своје смрти. 
Његови родитељи су Алфонс III Леонски и краљица Химена. Био је брат Ордоња II Леонског и Фруеле II и стриц Алфонса IV Леонског и Рамира II Леонског. 
Његова супруга је наводно била ћерка Нуна Фернандеза, што се чини немогућим, а њен отац је највероватније био Мунио Нунез. 
За време своје владавине, гроф Гонзало Фернандез Кастиљски добио је на снази и важности. 